# Neptis rothschildi
Neptis rothschildi är en fjärilsart som beskrevs av Eltringham 1921. Neptis rothschildi ingår i släktet Neptis och familjen praktfjärilar. Inga underarter finns listade i Catalogue of Life.